# Église Saint-Germain de Rennes
Pour les articles homonymes, voir Église Saint-Germain.
Saint-Germain est une église paroissiale de Rennes sise dans la ville-neuve, longée sur son flanc sud par la Place Saint-Germain. Paroisse des riches marchands-merciers puis des parlementaires, l'édifice est de style gothique flamboyant. Il a été érigé pour l'essentiel du XVe siècle au XVIIe siècle. Il conserve le plus ancien vitrail de Rennes ainsi que des orgues de qualité.

## Histoire
Une petite église primitive datait du XIIe siècle. Elle était entourée d'un cimetière au XIIIe siècle. Deux piliers près de la sacristie en sont les seuls vestiges. 
L'actuel édifice fut construit, lentement, de 1470 à 1690. Commencé en gothique flamboyant, il fut achevé en style Renaissance tardive.
La paroisse Saint-Germain relevait de la baronnie de Vitré puis de la vicomté de Rennes qui s'en est détachée au début du XVIIe siècle.
L’église fait l'objet d'un classement au titre des monuments historiques depuis le 22 septembre 1914,.

## Architecture

### Extérieurs
Le plan est assez inhabituel : rectangulaire avec un chevet et un mur ouest plats, mais avec un pan coupé à l'angle sud-ouest qui suit le tracé de l'ancienne voie romaine Rennes-Angers occupé aujourd'hui par la rue du Vau-Saint-Germain.
La façade ouest comprend une immense baie gothique abritant autrefois le vitrail de l'Apocalypse, détruit. La baie est occultée par l'orgue, installé au XIXe siècle. La partie la plus spectaculaire de l'extérieur de l'église est le porche sud, de Renaissance tardive (1606-1623), dû à Germain Gaultier, premier architecte du palais du Parlement de Bretagne avant l'intervention de Salomon de Brosse.
Le beau clocher (1519-1550) qui domine l'église n'en était pas un, à l'origine, mais la tour-beffroi du corps de garde de la ville, cédée à la paroisse en 1651.

### Intérieur
La nef, assez haute, est caractéristique du gothique flamboyant breton : piliers légers, grandes arcades en plein cintre, longues sablières à la base de la voûte, ornées de figures monstrueuses ou grotesques, comme souvent dans les sablières bretonnes. La voûte était à l'origine prévue pour être formée d'ogives de bois mais au XVIIe siècle, elle fut finalement érigée en voûte continue beaucoup plus haute et formée d'un berceau brisé unique.
Le chœur se termine par un chevet plat occupé par un superbe fenestrage gothique abritant aujourd'hui le curieux vitrail dont il est question ci-dessous.

### Vitraux
L'essentiel de la vitrerie de l'église Saint-Germain de Rennes a été réalisé au XXe siècle par le maître-verrier Max Ingrand qui s'est également illustré à la chapelle du grand-séminaire, à la cathédrale Saint-Pierre ou encore à l'église Toussaints.
Saint-Germain conserve toutefois deux vitres anciennes. D'abord la maîtresse-vitre du chœur, étonnant puzzle de fragments de vitraux du XVIe siècle détruits à la Révolution, entassés dans un tonneau, retrouvés par hasard au XIXe siècle et assemblés sans aucune volonté d'ordre ; l'effet produit est celui d'un art abstrait, non dépourvu de beauté.
D'autre part, le vitrail le plus ancien de la ville, du XVIe siècle (flanc sud), mais recomposé en 1860 avec les vitraux demeurés intacts dans tout l'édifice. Classé aux monuments historiques le 25 mai 1909, il regroupe divers panneaux ayant trait à la vie de la Vierge, à la vie de sainte Anne et saint Joachim (mère et père de Marie), à la Passion et à celle de saint Jean l'Évangéliste (d'après La Légende dorée de Jacques de Voragine). 

Vitraux de l'église
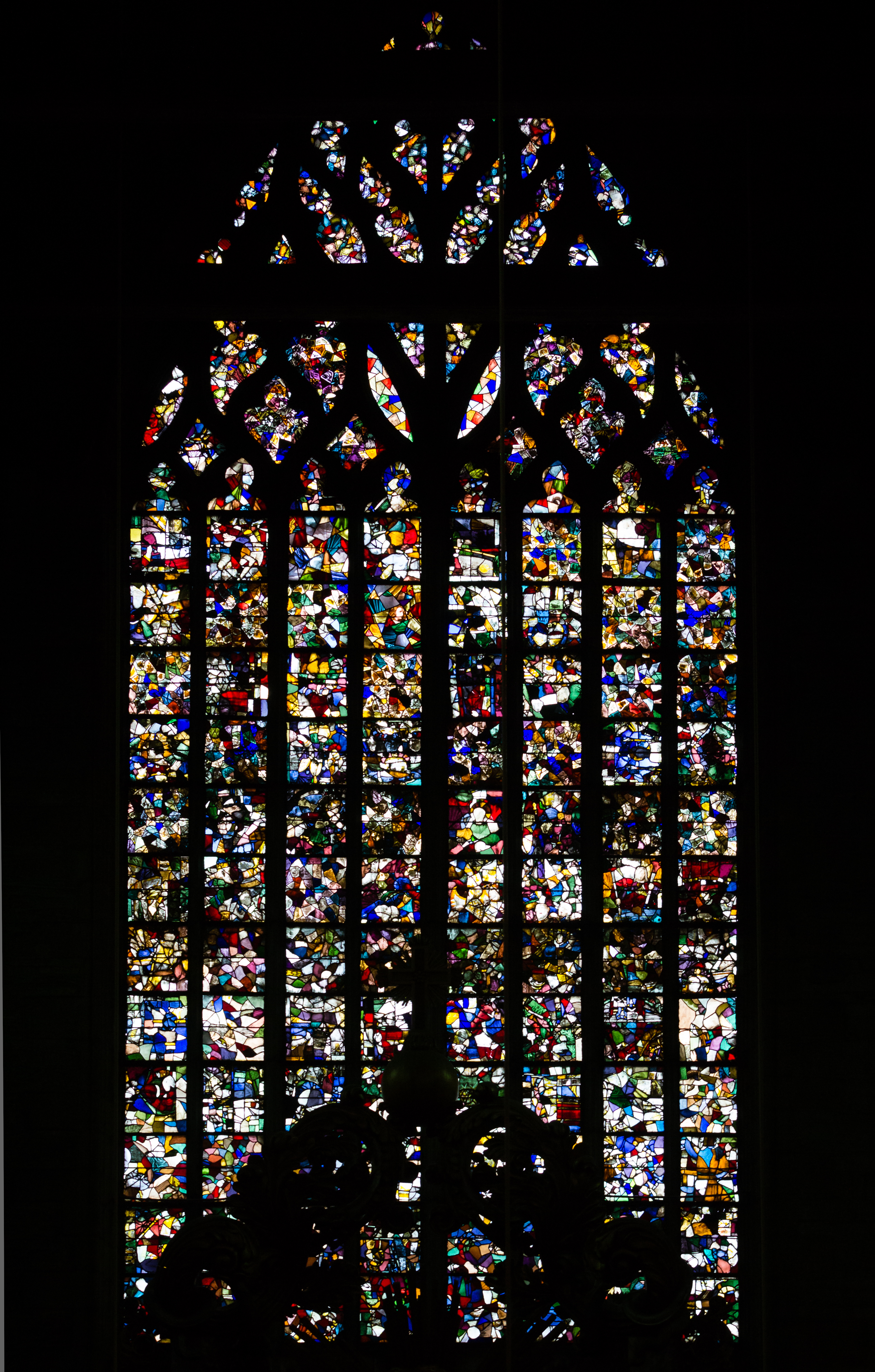
Maîtresse-vitre du chœur.
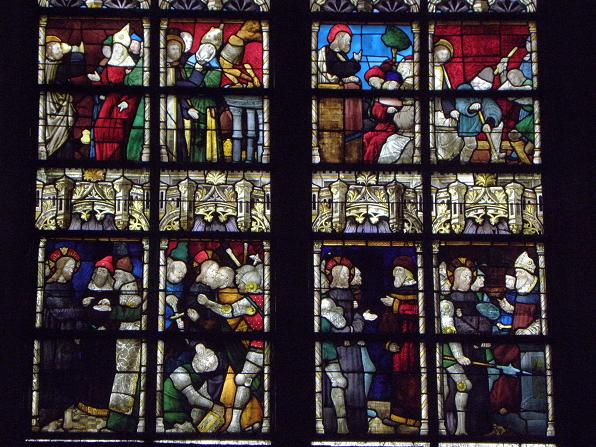
Passion du Christ et vie de saint Jean l'Évangéliste.
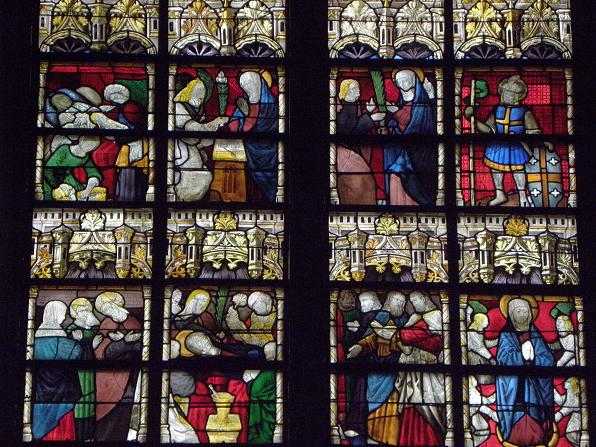
Vie de la Vierge.
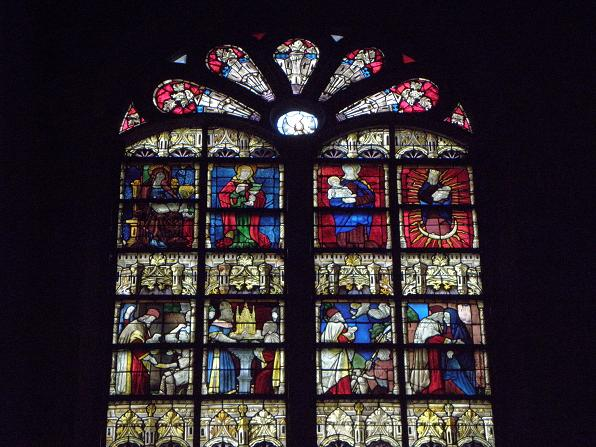
Vie de sainte Anne et saint Joachim, et divers Saints.

## Mobilier

### Orgues

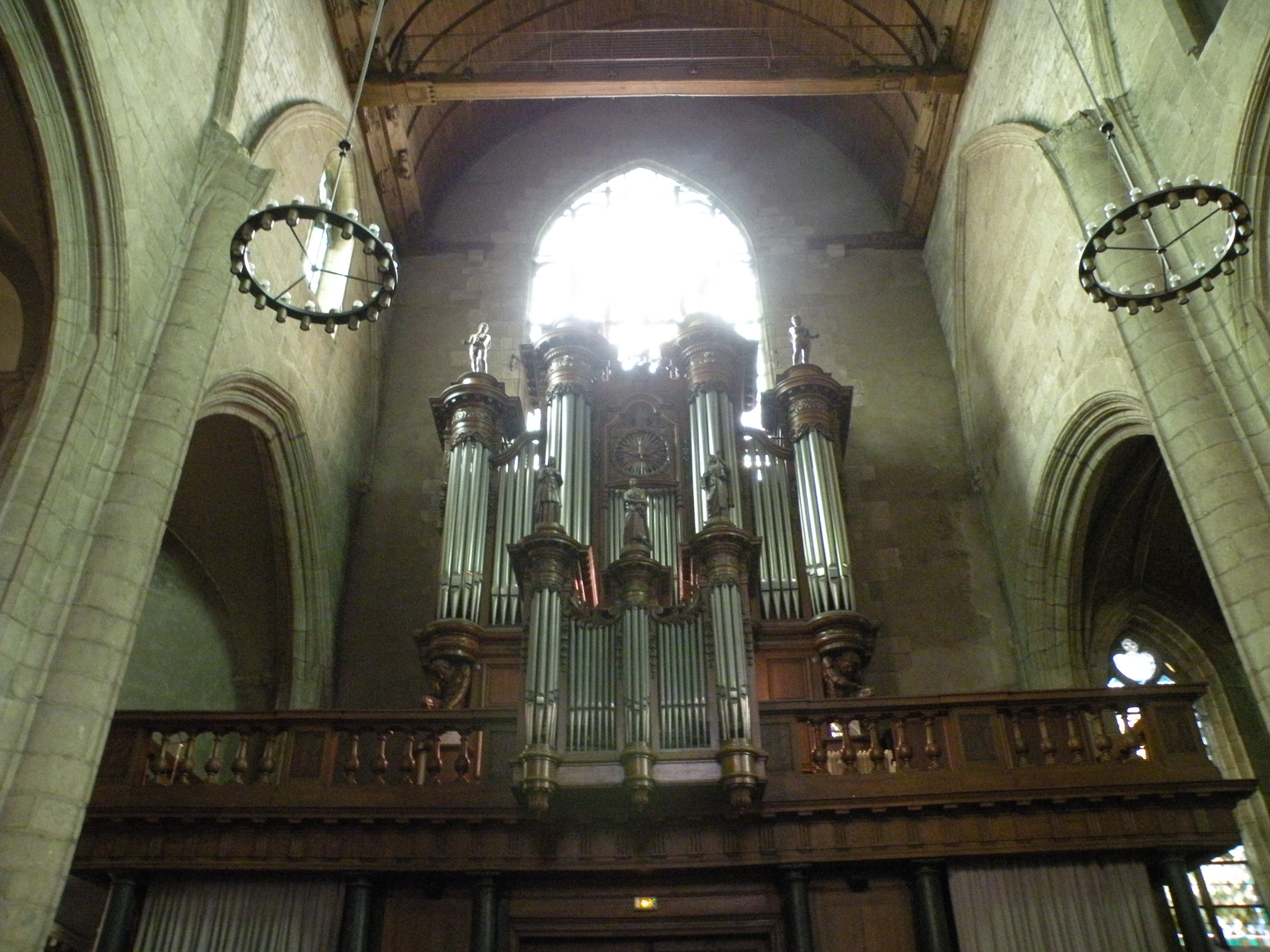
Les grandes orgues de Saint-Germain de Rennes.

Le buffet des grandes orgues de Saint-Germain proviendrait de l'Abbaye Notre-Dame de Prières, sise commune de Billiers, au diocèse de Vannes. L'installation, qui eut lieu après la période révolutionnaire, s'accompagna d'un agrandissement sensible par le biais de plates-faces et tourelles, ce afin d'accueillir un instrument réalisé par Pierre-François Dallery de 1823 à 1826. 
La maison Daublaine-Callinet procéda à l'ajout de nouveaux jeux en 1841-1842 de même que la manufacture Merklin-Schütze en 1867. Après la Seconde Guerre mondiale, l'instrument fut à nouveau étendu par la maison Gütschenritter dans un esprit néoclassique. 
La restauration de l'instrument, conduite par la manufacture Renaud de Nantes en 1996, est revenue à une esthétique plus classique, respectueuse cependant des ajouts romantiques de Merklin-Schütze.
Le buffet d'orgue a été classé, le 23 novembre 1948, de même que la partie instrumentale, le 27 avril 1992.
Les grandes-orgues comportent:
- 3 claviers manuels et un pédalier
- 36 jeux.

| I Grand-Orgue C–g5     |         |
| Montre                 | 16′     |
| Bourdon                | 16'     |
| Montre                 | 8′      |
| Bourdon                | 8′      |
| Flûte harmonique       | 8'      |
| Gambe                  | 8'      |
| Prestant               | 4′      |
| Fourniture progressive |         |
| Cornet                 | 5 rangs |
| Bombarde               | 16'     |
| Trompette              | 8'      |
| Clairon                | 4'      |

| II Positif (dorsal) C–g5 |         |
| Montre                   | 8′      |
| Bourdon                  | 8'      |
| Prestant                 | 4'      |
| Flûte                    | 4'      |
| Doublette                | 2′      |
| Nasard                   | 2'23'   |
| Tierce                   | 1'3/5′  |
| Plein-jeu                | 4 rangs |
| Trompette                | 8′      |
| Cromorne                 | 8′      |

| III Récit (expressif) C–g5 |         |
| Bourdon harmonique         | 8′      |
| Gambe                      | 8′      |
| Voix Céleste               | 8′      |
| Flûte d'écho               | 4′      |
| Flageolet                  | 2'      |
| Cornet                     | 5 rangs |
| Cor Anglais                | 16′     |
| Basson-Hautbois            | 8′      |
| Trompette                  | 8′      |
| Voix Humaine               | 8′      |

| Pédale C–f3 |       |
| Flûte       | 16′ * |
| Flûte       | 8′    |
| Flûte       | 4′    |
| Bombarde    | 16′   |
| Trompette   | 8′    |
| Clairon     | 4'    |

| Accessoires :                                     |
| Tirasses Grand-Orgue, Positif, Récit              |
| Appel Barker Grand-Orgue, Copulas III/I, II/I     |
| Appels anches Pédale, Grand-Orgue, Positif, Récit |
| Tremblants Positif et Récit                       |
| Expression Récit                                  |

L'église Saint-Germain dispose également d'un polyphone Debierre afin d'accompagner la schola.

### Tableaux et sculptures
On peut voir derrière le maître autel, au fond de l'abside, un grand tableau d'Eloi Firmin Féron(1802-1876), prix de Rome en 1826, peintre apprécié par le roi Louis-Philippe qui le fit travailler pour les galeries historiques de Versailles. Ce tableau représente la Résurrection de Lazare. Il a remplacé en 2008 une œuvre au même sujet du peintre anversois Gaspard de Crayer (1584-1669), que le Musée des Beaux-Arts de Rennes, propriétaire des deux tableaux, a repris en 2008.

### Autres objets d'art

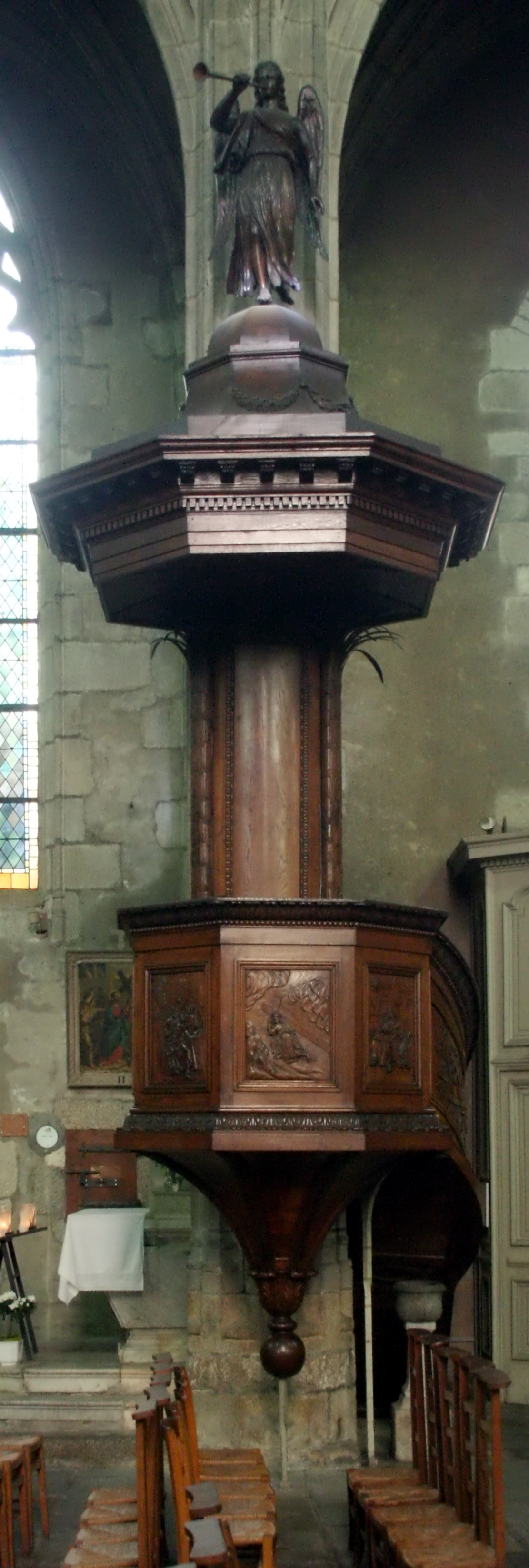
Chaire à prêcher de l'église Saint-Germain.

- Chaire à prêcher de 1805, œuvre de Le Genvre, ornée de bas-reliefs figurant les évangélistes, classée le 4 février 1954[10]. L'ange sonnant de la trompette debout sur l'abat-voie est du sculpteur Molchnet (1825) à qui sont aussi dues les statues ornant le buffet d'orgue.
- Le maître-autel et le baldaquin qui le surmonte ont une histoire assez compliquée. Le maître-autel et les colonnes de marbre, d'époque Louis XVI, furent dessinés par l'architecte malouin Robert-Auguste Véron[11], mais taillés par un atelier marseillais. Originellement prévus pour la cathédrale Saint-Vincent de Saint-Malo, ils furent achetés en 1805 par la paroisse Saint-Germain pour reconstituer son mobilier pillé à la Révolution. En 1811, ils furent surmontés d'un baldaquin en bois doré avec la croix du Christ vainqueur de la Mort et dominant la Terre représentée par deux énormes serpents. Enfin, en 1855, sous Napoléon III, on ajouta au centre une gloire où le "Triangle" divin est entouré de chérubins. L'ensemble a été classé le 28 février 1948[12].
- Grille de clôture de la chapelle des fonts baptismaux (sous la tour), en fer forgé et doré, datant du XVIIIe siècle et classée le 15 avril 1966[13].